# Borštnar
Borštnar je priimek v Sloveniji, ki ga je po podatkih Statističnega urada Republike Slovenije na dan 1. januarja 2010 uporabljalo 406 oseb in je med vsemi priimki po pogostosti uporabe uvrščen na 854. mesto.

## Znani nosilci priimka
- Aleksandra Borštnar Maček, jezikovna šolnica
- Alojzij Borštnar, pisatelj?
- Franc Borštnar (1905—?), alpinist, vsestranski športnik...
- Janez Borštnar (1919—1945), pesnik, pisatelj, prevajalec
- Jože Borštnar-Gabrovčan (1915—1992), partizan, narodni heroj
- Jože Borštnar (1927—1999), gospodarstvenik in športni delavec
- Manca Borštnar, fotografinja in večmedijska umetnica
- Marijan Borštnar (1915—1965), zdravnik psihiater
- Nace Borštnar, knjigotržec (u. 2015)
- Simona Borštnar (*1967), zdravnica onkologinja